# Myllaena kaskaskia
Myllaena kaskaskia är en skalbaggsart som beskrevs av Jan Klimaszewski 1982. Myllaena kaskaskia ingår i släktet Myllaena och familjen kortvingar. Inga underarter finns listade i Catalogue of Life.